# Peter Fleming (tennista)
Peter Blair Fleming (Chatham Borough, 21 gennaio 1955) è un ex tennista e allenatore di tennis statunitense.

## Carriera
Specialista del doppio, formò una coppia di grandissimo successo insieme a John McEnroe insieme al quale conquistò 58 tornei del circuito maggiore, tra cui quattro titoli a Wimbledon (1979, 1981, 1983 e 1984), tre agli US open (1979, 1981 e 1983) e sette edizioni consecutive del Masters di fine anno (dal 1978 al 1984). 
Nel suo palmarès figurano 70 tornei, 67 in doppio e tre in singolare.
Nel 1984 raggiunse la prima posizione della classifica mondiale di doppio. In singolare si attestò all'ottavo posto nel 1980.
Con modestia, Fleming ebbe a dichiarare che:
(Peter Fleming)
Fece parte della squadra degli Stati Uniti vincitrice della Coppa Davis nel 1979, 1981 e 1982.

## Statistiche

### Doppio

#### Vittorie (67)
Legenda
| Grande Slam |
| Masters     |

| No. | Anno  | Torneo                                         | Superficie       | Partner        | Avversari in finale                  | Punteggio in finale     |
| --- | ----- | ---------------------------------------------- | ---------------- | -------------- | ------------------------------------ | ----------------------- |
| 1.  | 1978  | Monte Carlo Open, Principato di Monaco         | Terra rossa      | Tomáš Šmíd     | Jaime Fillol Ilie Năstase            | 6–4, 7-5                |
| 2.  | 1978  | South Orange Open, South Orange                | Terra verde      | John McEnroe   | Ion Țiriac Guillermo Vilas           | 6–3, 6–3                |
| 3.  | 1978  | Pacific Coast Championships, San Francisco     | Sintetico indoor | John McEnroe   | Bob Lutz Stan Smith                  | 5-7, 6-4, 6-4           |
| 4.  | 1978  | Cologne Grand Prix, Colonia                    | Cemento indoor   | John McEnroe   | Bob Hewitt Frew McMillan             | 6–3, 6–2                |
| 5.  | 1978  | Bologna Indoor, Bologna                        | Sintetico indoor | John McEnroe   | Jean-Louis Haillet Antonio Zugarelli | 6–1, 6–4                |
| 6.  | 1978  | South African Open, Johannesburg               | Cemento indoor   | Raymond Moore  | Bob Hewitt Frew McMillan             | 6-3, 7-6                |
| 7.  | 1978  | Wembley Championship, Wembley                  | Sintetico indoor | John McEnroe   | Bob Hewitt Frew McMillan             | 7–6, 4–6, 6–4           |
| 8.  | 1979. | Masters Doubles WCT, New York                  | Sintetico indoor | John McEnroe   | Ilie Năstase Sherwood Stewart        | 3–6, 6–2, 6–3, 6–1      |
| 9.  | 1979  | Masters, New York                              | Sintetico indoor | John McEnroe   | Wojtek Fibak Tom Okker               | 6–4, 6–2, 6–4           |
| 10. | 1979  | New Orleans Open, New Orleans                  | Sintetico indoor | John McEnroe   | Bob Lutz Stan Smith                  | 6–1, 6–3                |
| 11. | 1979  | Milan Indoor, Milano                           | Sintetico indoor | John McEnroe   | José Luis Clerc Tomáš Šmíd           | 6–1, 6–3                |
| 12. | 1979  | ABN AMRO World Tennis Tournament, Rotterdam    | Sintetico indoor | John McEnroe   | Heinz Günthardt Bernard Mitton       | 6–4, 6–4                |
| 13. | 1979  | San Jose Indoor, San Jose                      | Sintetico indoor | John McEnroe   | Hank Pfister Brad Rowe               | 6-3 6-4                 |
| 14. | 1979  | Internazionali d'Italia, Roma                  | Terra rossa      | Tomáš Šmíd     | José Luis Clerc Ilie Năstase         | 4-6, 6-1, 7-5           |
| 15. | 1979  | Torneo di Wimbledon, Londra                    | Erba             | John McEnroe   | Brian Gottfried Raúl Ramírez         | 4–6, 6–4, 6–2, 6–2      |
| 16. | 1979  | WCT Invitational, Forest Hills                 | Terra verde      | John McEnroe   | Gene Mayer Sandy Mayer               | 6–7, 7–6, 6–3           |
| 17. | 1979  | South Orange Open, South Orange (2)            | Terra verde      | John McEnroe   | Fritz Buehning Bruce Nichols         | 6–1, 6–3                |
| 18. | 1979  | Canada Open, Toronto                           | Cemento          | John McEnroe   | Heinz Günthardt Bob Hewitt           | 6–7, 7-6, 6-1           |
| 19. | 1979  | US Open, New York                              | Cemento          | John McEnroe   | Bob Lutz Stan Smith                  | 6-2, 6-4                |
| 20. | 1979  | Pacific Coast Championships, San Francisco (2) | Sintetico indoor | John McEnroe   | Wojciech Fibak Frew McMillan         | 6-2, 6-3                |
| 21. | 1979  | Stockholm Open, Stoccolma                      | Cemento indoor   | John McEnroe   | Tom Okker Wojciech Fibak             | 6–4, 6–4                |
| 22. | 1979  | Wembley Championship, Wembley (2)              | Sintetico indoor | John McEnroe   | Tomáš Šmíd Stan Smith                | 6-2, 6-3                |
| 23. | 1979  | Bologna Indoor, Bologna (2)                    | Sintetico indoor | John McEnroe   | Fritz Buehning Ferdi Taygan          | 6–1, 6–1                |
| 24. | 1980  | Masters, New York (2)                          | Sintetico indoor | John McEnroe   | Wojtek Fibak Tom Okker               | 6–3, 7–6, 6–1           |
| 25. | 1980  | U.S. Pro Indoor, Filadelfia                    | Sintetico indoor | John McEnroe   | Brian Gottfried Raúl Ramírez         | 7–6, 4–6, 6–3           |
| 26. | 1980  | Milan Indoor, Milano (2)                       | Sintetico indoor | John McEnroe   | Andrew Pattison Butch Walts          | 6–4, 6–3                |
| 27. | 1980  | WCT Tournament of Champions, Forest Hills      | Terra verde      | John McEnroe   | Peter McNamara Paul McNamee          | 6–2, 5–7, 6–2           |
| 28. | 1980  | Pacific Coast Championships, San Francisco (3) | Sintetico indoor | John McEnroe   | Gene Mayer Sandy Mayer               | 6-4, 6-3                |
| 29. | 1980  | Hawaiian Open, Maui                            | Cemento          | John McEnroe   | Victor Amaya Hank Pfister            | 7–6, 6–7, 6–2           |
| 30. | 1980  | Australian Indoor Championships, Sydney        | Cemento indoor   | John McEnroe   | Tim Gullikson Johan Kriek            | 4–6, 6–1, 6–2           |
| 31. | 1980  | Hong Kong Open, Hong Kong                      | Cemento          | Ferdi Taygan   | Bruce Manson Brian Teacher           | 7-5, 6-2                |
| 32. | 1980  | Wembley Championship, Wembley (3)              | Sintetico indoor | John McEnroe   | Bill Scanlon Eliot Teltscher         | 7-5, 6-3                |
| 33. | 1981  | Masters, New York (3)                          | Sintetico indoor | John McEnroe   | Peter McNamara Paul McNamee          | 6–4, 6–3                |
| 34. | 1981  | Alan King Tennis Classic, Las Vegas            | Cemento          | John McEnroe   | Tracy Delatte Trey Waltke            | 6–3, 7–6                |
| 35. | 1981  | WCT Tournament of Champions, Forest Hills (2)  | Terra verde      | John McEnroe   | John Fitzgerald Andy Kohlberg        | 6–4, 6–4                |
| 36. | 1981  | Torneo di Wimbledon, Londra (2)                | Erba             | John McEnroe   | Robert Lutz Stan Smith               | 6–4, 6–4, 6–4           |
| 37  | 1981  | Atlanta Open, Atlanta                          | Cemento          | Fritz Buehning | Anand Amritraj John Austin           | 6-7, 7-6, 7-5           |
| 38. | 1981  | US Open, New York (2)                          | Cemento          | John McEnroe   | Heinz Günthardt Peter McNamara       | walkover                |
| 39. | 1981  | Pacific Coast Championships, San Francisco (4) | Sintetico indoor | John McEnroe   | Mark Edmondson Sherwood Stewart      | 6-2, 6-2                |
| 40. | 1981  | Australian Indoor Championships, Sydney (2)    | Cemento indoor   | John McEnroe   | Sherwood Stewart Ferdi Taygan        | 6–7, 7–6, 6–1           |
| 41. | 1982  | Masters, New York (4)                          | Sintetico indoor | John McEnroe   | Kevin Curren Steve Denton            | 6–3, 6–3                |
| 42. | 1982  | U.S. Pro Indoor, Filadelfia (2)                | Sintetico indoor | John McEnroe   | Sherwood Stewart Ferdi Taygan        | 7–6, 6–4                |
| 43. | 1982  | Cincinnati Open, Cincinnati (2)                | Cemento          | John McEnroe   | Steve Denton Mark Edmondson          | 6-2, 6-3                |
| 44. | 1982  | Wembley Championship, Wembley (4)              | Sintetico indoor | John McEnroe   | Heinz Günthardt Tomáš Šmíd           | 7-6, 6-4                |
| 45. | 1983  | Masters, New York (5)                          | Sintetico indoor | John McEnroe   | Sherwood Stewart Ferdi Taygan        | 7–5, 6–3                |
| 46. | 1983  | Los Angeles Open, Los Angeles                  | Cemento          | John McEnroe   | Sandy Mayer Ferdi Taygan             | 6-1, 6-2                |
| 47. | 1983  | Torneo di Wimbledon, Londra (3)                | Erba             | John McEnroe   | Tim Gullikson Tom Gullikson          | 6–4, 6–3, 6–4           |
| 48. | 1983  | US Open, New York (3)                          | Cemento          | John McEnroe   | Fritz Buehning Van Winitsky          | 6–3, 6–4, 6–2           |
| 49. | 1983  | Pacific Coast Championships, San Francisco (5) | Sintetico indoor | John McEnroe   | Ivan Lendl Vincent Van Patten        | 6-1, 6-2                |
| 50. | 1983  | Wembley Championship, Wembley (5)              | Sintetico indoor | John McEnroe   | Steve Denton Sherwood Stewart        | 6-3, 6-4                |
| 51. | 1984  | Masters, New York (6)                          | Sintetico indoor | John McEnroe   | Pavel Složil Tomáš Šmíd              | 6–2, 6–2                |
| 52. | 1984  | U.S. Pro Indoor, Filadelfia (3)                | Sintetico indoor | John McEnroe   | Henri Leconte Yannick Noah           | 6–2, 6–3                |
| 53. | 1984  | U.S. Indoor National Championships, Memphis    | Sintetico indoor | Fritz Buehning | Heinz Günthardt Tomáš Šmíd           | 6-3, 6-0                |
| 54. | 1984  | Madrid Tennis Grand Prix, Madrid               | Sintetico indoor | John McEnroe   | Fritz Buehning Ferdi Taygan          | 6-3, 6-3                |
| 55. | 1984  | Torneo di Wimbledon, Londra (4)                | Erba             | John McEnroe   | Pat Cash Paul McNamee                | 6–2, 5–7, 6–2, 3–6, 6–3 |
| 56. | 1984  | Canada Open, Toronto (2)                       | Cemento          | John McEnroe   | John Fitzgerald Kim Warwick          | 6-4, 6-2                |
| 57. | 1984  | Pacific Coast Championships, San Francisco (6) | Sintetico indoor | John McEnroe   | Mike De Palmer Sammy Giammalva Jr.   | 6-3, 6-4                |
| 58. | 1985  | Masters, New York (7)                          | Sintetico indoor | John McEnroe   | Mark Edmondson Sherwood Stewart      | 6–3, 6–1                |
| 59. | 1985  | Toronto Indoor, Toronto                        | Sintetico indoor | Anders Järryd  | Glenn Layendecker Glenn Michibata    | 7-6, 6-2                |
| 60. | 1985  | Houston Shootout, Houston                      | Sintetico indoor | John McEnroe   | Hank Pfister Ben Testerman           | 6-3, 6-2                |
| 61. | 1985  | WCT Finals, Dallas                             | Sintetico indoor | John McEnroe   | Mark Edmondson Sherwood Stewart      | 6-3 6-1                 |
| 62. | 1986  | Pilot Pen Classic, La Quinta                   | Cemento          | Guy Forget     | Yannick Noah Sherwood Stewart        | 7–6, 6–2                |
| 63. | 1986  | ATP Volvo International, Stratton Mountain     | Cemento          | John McEnroe   | Paul Annacone Christo van Rensburg   | 6–3, 3–6, 6–3           |
| 64. | 1986  | Pacific Coast Championships, San Francisco (7) | Sintetico indoor | John McEnroe   | Mike De Palmer Gary Donnelly         | 6-4, 7-6                |
| 65. | 1986  | Paris Open, Parigi                             | Sintetico indoor | John McEnroe   | Mansour Bahrami Diego Pérez          | 6–3, 6–2                |
| 66. | 1986  | Wembley Championship, Wembley (6)              | Sintetico indoor | John McEnroe   | Sherwood Stewart Kim Warwick         | 3-6, 7-6, 6-2           |
| 67  | 1987  | Sovran Bank Classic,Washington                 | Cemento          | Gary Donnelly  | Laurie Warder Blaine Willenborg      | 6-2, 7-6                |

#### Finali perse (21)
| No. | Anno | Torneo                                      | Superficie       | Partner         | Avversari in finale           | Punteggio               |
| --- | ---- | ------------------------------------------- | ---------------- | --------------- | ----------------------------- | ----------------------- |
| 1.  | 1976 | La Costa Open, Carlsbad                     | Cemento          | Gene Mayer      | Marty Riessen Roscoe Tanner   | 7-6, 7-6                |
| 2.  | 1977 | Columbus Open, Columbus                     | Terra verde      | Gene Mayer      | Robert Lutz Stan Smith        | 4–6, 7–5, 6–2           |
| 3.  | 1977 | Laguna Niguel Classic, Laguna Niguel        | Cemento          | Trey Waltke     | James Chicohagey Billy Martin | 6-3, 6-4                |
| 4.  | 1977 | South African Open, Johannesburg            | Cemento          | Raymond Moore   | Robert Lutz Stan Smith        | 6-3, 7-5, 6-7, 7-6      |
| 5.  | 1978 | Torneo di Wimbledon, Londra                 | Erba             | John McEnroe    | Bob Hewitt Frew McMillan      | 6-1 6-4 6-2             |
| 6.  | 1978 | Hawaiian Open, Maui                         | Cemento          | John McEnroe    | Tim Gullikson Tom Gullikson   | 7–6, 7–6                |
| 7.  | 1979 | U.S. Pro Indoor, Filadelfia                 | Sintetico indoor | John McEnroe    | Wojciech Fibak Tom Okker      | 6–4, 6–3                |
| 8.  | 1980 | Columbus Open, Columbus (2)                 | Terra verde      | Eliot Teltscher | Brian Gottfried Sandy Mayer   | 6–4, 6–2                |
| 9.  | 1980 | US Open, New York                           | Cemento          | John McEnroe    | Bob Lutz Stan Smith           | 7–6, 3–6, 6–1, 3–6, 6–3 |
| 10. | 1981 | Canada Open, Montréal                       | Cemento          | John McEnroe    | Raúl Ramírez Ferdi Taygan     | 2-6, 7-6, 6-4           |
| 11. | 1981 | Wembley Championship, Wembley               | Sintetico indoor | John McEnroe    | Sherwood Stewart Ferdi Taygan | 7-5, 6-7, 6-4           |
| 12. | 1982 | U.S. Indoor National Championships, Memphis | Sintetico indoor | John McEnroe    | Kevin Curren Steve Denton     | 6-4, 7-5                |
| 13. | 1982 | Torneo di Wimbledon, Londra (2)             | Erba             | John McEnroe    | Peter McNamara Paul McNamee   | 6-3, 6-2                |
| 14. | 1982 | Canada Open, Toronto                        | Cemento          | John McEnroe    | Steve Denton Mark Edmondson   | 6–7, 7-5, 6-2           |
| 15. | 1983 | U.S. Pro Indoor, Filadelfia                 | Sintetico indoor | John McEnroe    | Kevin Curren Steve Denton     | 4–6, 7–6, 7–6           |
| 16. | 1983 | ABN AMRO World Tennis Tournament, Rotterdam | Sintetico indoor | Pavel Složil    | Fritz Buehning Tom Gullikson  | 7–6, 4–6, 7–6           |
| 17. | 1983 | Milan Indoor, Milano                        | Sintetico indoor | Fritz Buehning  | Pavel Složil Tomáš Šmíd       | 6–2, 5–7, 6–4           |
| 18. | 1983 | Stockholm Open, Stoccolma                   | Cemento indoor   | Johan Kriek     | Anders Järryd Hans Simonsson  | 6-3, 6-4                |
| 13. | 1986 | Torneo di Wimbledon, Londra (3)             | Erba             | Gary Donnelly   | Joakim Nyström Mats Wilander  | 7–6(4), 6–3, 6–3        |
| 20. | 1986 | Los Angeles Open, Los Angeles               | Cemento          | John McEnroe    | Stefan Edberg Anders Järryd   | 3-6, 7-5, 7-6           |
| 21. | 1987 | WCT Tournament of Champions, Forest Hills   | Terra verde      | Gary Donnelly   | Guy Forget Yannick Noah       | 4-6, 6-4, 6-1           |

### Singolare

#### Vittorie (3)
| No. | Anno | Torneo                        | Superficie    | Avversario in finale | Punteggio in finale |
| --- | ---- | ----------------------------- | ------------- | -------------------- | ------------------- |
| 1.  | 1978 | Bologna Indoor, Bologna       | Sintetico (i) | Adriano Panatta      | 6-2, 7-6(5)         |
| 2.  | 1979 | Cincinnati Open, Cincinnati   | Cemento       | Roscoe Tanner        | 6-4, 6-2            |
| 3.  | 1979 | Los Angeles Open, Los Angeles | Sintetico (i) | John McEnroe         | 6-4, 6-4            |